# Copa Mundial de Béisbol Sub-15 de 2016
La Copa Mundial de Béisbol Sub-15 de 2016 fue una competición de béisbol internacional que se disputó en Iwaki, Japón, del 29 de julio al 7 de agosto de 2016.

## Participantes
Los siguientes 12 equipos calificaron para el torneo. Entre paréntesis, su posición en el ranking para el 2016ː
| Competición                                       | Sede           | Plazas | Clasificados                                                        |
| ------------------------------------------------- | -------------- | ------ | ------------------------------------------------------------------- |
| País anfitrión                                    | Lausana        | 1      | Japón (1)                                                           |
| Campeonato Panamericano de Béisbol Sub-15 de 2015 | Aguascalientes | 5      | Estados Unidos (2) Cuba (5) Colombia (17) Venezuela (7) Panamá (15) |
| Campeonato Asiático de Béisbol Sub-15 de 2015     |                | 2      | Corea del Sur (3) China Taipéi (4)                                  |
| Campeonato Europeo de Béisbol Sub-15 de 2015      | Brno           | 1      | República Checa (14)                                                |
| Campeonato de Oceanía de Béisbol Sub-15 de 2015   |                | 1      | Australia (13)                                                      |
| Ranking                                           | Lausana        | 2      | México (8) Nueva Zelanda (26)                                       |
| TOTAL                                             |                |        | 16                                                                  |

## Formato
Los 12 equipos clasificados fueron divididos en dos grupos de seis equipos cada uno. Se jugó con el sistema de todos contra todos.
Para la segunda ronda los tres mejores de cada grupo clasifican a la Súper ronda; y los tres peores clasifican a la Ronda de consolación. En esta fase, se arrastra los resultados obtenidos entre los tres equipos de cada grupo; y se pasan a disputar partidos contra los equipos del otro grupo, para completar cinco partidos. 
Los dos primeros de la Súper ronda disputan la final, y los ubicados en el tercer y cuarto lugar, disputan la medalla de bronce.

## Ronda de apertura

### Grupo A
| Equipo          | G | P | Av    | Dif | CA | CP |
| --------------- | - | - | ----- | --- | -- | -- |
| Japón           | 5 | 0 | 1.000 | -   | 57 | 10 |
| Cuba            | 3 | 2 | .600  | 2   | 23 | 14 |
| Colombia        | 3 | 2 | .600  | 2   | 37 | 24 |
| Corea del Sur   | 2 | 3 | .400  | 3   | 32 | 36 |
| Australia       | 1 | 4 | .200  | 4   | 07 | 42 |
| República Checa | 1 | 4 | .200  | 4   | 19 | 49 |

- Los horarios corresponden al huso horario de UTC +09:00

| Fecha       | Juego | Hora  | Estadio | Visitante       | Resultado | Local           |
| ----------- | ----- | ----- | ------- | --------------- | --------- | --------------- |
| 29 de julio | 1     | 9ː00  | Green   | República Checa | 4-14 (7i) | Corea del Sur   |
| 29 de julio | 5     | 13ː00 | Nambu   | Colombia        | 0-5       | Cuba            |
| 29 de julio | 6     | 19ː00 | Green   | Japón           | 13-0 (7i) | Australia       |
| 30 de julio | 9     | 13ː30 | Taira   | Australia       | 0-10 (7i) | República Checa |
| 30 de julio | 10    | 13ː30 | Green   | Colombia        | 10-5      | Corea del Sur   |
| 30 de julio | 12    | 18ː00 | Green   | Cuba            | 0-4       | Japón           |
| 31 de julio | 14    | 10ː00 | Nambu   | República Checa | 4-9       | Colombia        |
| 31 de julio | 16    | 13ː30 | Green   | Corea del Sur   | 4-15 (7i) | Japón           |
| 31 de julio | 17    | 15ː00 | Nambu   | Australia       | 3-4       | Cuba            |
| 1 de agosto | 20    | 10ː00 | Nambu   | Australia       | 0-12 (7i) | Colombia        |
| 1 de agosto | 22    | 13ː30 | Green   | Cuba            | 3-6       | Corea del Sur   |
| 1 de agosto | 24    | 18ː00 | Green   | Japón           | 15-0 (5i) | República Checa |
| 2 de agosto | 25    | 09ː00 | Green   | Corea del Sur   | 3-4       | Australia       |
| 2 de agosto | 29    | 15ː00 | Nambu   | República Checa | 1-11 (8i) | Cuba            |
| 2 de agosto | 30    | 18ː00 | Green   | Colombia        | 6-10      | Japón           |

### Grupo B
| Equipo         | G | P | Av    | Dif | CA | CP |
| -------------- | - | - | ----- | --- | -- | -- |
| Estados Unidos | 5 | 0 | 1.000 | -   | 65 | 07 |
| Panamá         | 3 | 2 | .600  | 2   | 33 | 27 |
| Venezuela      | 3 | 2 | .600  | 2   | 45 | 23 |
| China Taipéi   | 2 | 3 | .400  | 3   | 44 | 46 |
| México         | 2 | 3 | .400  | 3   | 25 | 42 |
| Nueva Zelanda  | 0 | 5 | .000  | 5   | 12 | 69 |

- Los horarios corresponden al huso horario de UTC +09:00

| Fecha       | Juego | Hora  | Estadio | Visitante      | Resultado | Local          |
| ----------- | ----- | ----- | ------- | -------------- | --------- | -------------- |
| 29 de julio | 02    | 09ː00 | Nambu   | México         | 1-11 (7i) | Venezuela      |
| 29 de julio | 03    | 12ː00 | Taira   | Nueva Zelanda  | 1-16 (8i) | Panamá         |
| 29 de julio | 04    | 13ː00 | Green   | China Taipéi   | 3-18 (5i) | Estados Unidos |
| 30 de julio | 07    | 09ː00 | Green   | Panamá         | 6-4       | China Taipéi   |
| 30 de julio | 08    | 10ː00 | Nambu   | México         | 11-3      | Nueva Zelanda  |
| 30 de julio | 11    | 15ː00 | Nambu   | Venezuela      | 2-4       | Estados Unidos |
| 31 de julio | 13    | 09ː00 | Green   | México         | 8-9       | China Taipéi   |
| 31 de julio | 15    | 13ː30 | Taira   | Venezuela      | 16-3 (7i) | Nueva Zelanda  |
| 31 de julio | 18    | 18ː00 | Green   | Estados Unidos | 11-1 (7i) | Panamá         |
| 1 de agosto | 19    | 09ː00 | Green   | China Taipéi   | 8-10      | Venezuela      |
| 1 de agosto | 21    | 13ː30 | Taira   | Nueva Zelanda  | 1-16 (6i) | Estados Unidos |
| 1 de agosto | 23    | 15ː00 | Nambu   | Panamá         | 3-5       | México         |
| 2 de agosto | 26    | 10ː00 | Nambu   | Panamá         | 7-6       | Venezuela      |
| 2 de agosto | 27    | 13ː30 | Taira   | Estados Unidos | 16-0 (6i) | México         |
| 2 de agosto | 28    | 13ː30 | Green   | Nueva Zelanda  | 4-10      | China Taipéi   |

## Ronda de consolación
| Equipo          | G | P | Av    | Dif | CA | CP |
| --------------- | - | - | ----- | --- | -- | -- |
| China Taipéi    | 5 | 0 | 2.000 | —   | 42 | 18 |
| Corea del Sur   | 3 | 2 | 0.600 | 2   | 45 | 17 |
| México          | 3 | 2 | 0.600 | 2   | 40 | 35 |
| República Checa | 2 | 3 | 0.400 | 3   | 28 | 33 |
| Australia       | 2 | 3 | 0.400 | 3   | 36 | 40 |
| Nueva Zelanda   | 0 | 5 | 0.000 | 5   | 18 | 66 |

| Fecha       | Juego | Hora  | Estadio | Visitante       | Resultado | Local           |
| ----------- | ----- | ----- | ------- | --------------- | --------- | --------------- |
| 4 de agosto | 34    | 10ː00 | Nambu   | Nueva Zelanda   | 0-10 (7i) | República Checa |
| 4 de agosto | 35    | 13ː30 | Taira   | Australia       | 2-8       | China Taipéi    |
| 4 de agosto | 36    | 15ː00 | Nambu   | México          | 4-14 (7i) | Corea del Sur   |
| 5 de agosto | 40    | 10ː00 | Nambu   | Australia       | 25-11     | Nueva Zelanda   |
| 5 de agosto | 41    | 13ː30 | Taira   | República Checa | 4-9       | México          |
| 5 de agosto | 42    | 13ː30 | Green   | Corea del Sur   | 4-5       | China Taipéi    |
| 6 de agosto | 46    | 10ː00 | Nambu   | Nueva Zelanda   | 0-10 (7i) | Corea del Sur   |
| 6 de agosto | 47    | 13ː30 | Taira   | República Checa | 0-10 (7i) | China Taipéi    |
| 6 de agosto | 48    | 15ː00 | Nambu   | Australia       | 5-8       | México          |

## Súper ronda
| Equipo         | G | P | Av    | Dif | CA | CP |
| -------------- | - | - | ----- | --- | -- | -- |
| Japón          | 4 | 1 | 0.800 | —   | 26 | 12 |
| Cuba           | 4 | 1 | 0.800 | —   | 25 | 10 |
| Estados Unidos | 3 | 2 | 0.600 | 1   | 27 | 23 |
| Panamá         | 2 | 3 | 0.600 | 1   | 25 | 28 |
| Venezuela      | 1 | 4 | 0.200 | 3   | 15 | 26 |
| Colombia       | 1 | 4 | 0.200 | 3   | 20 | 39 |

     – Jugarán la final del Campeonato Mundial.
     – Jugarán por el 3.º Puesto.
| Fecha       | Juego | Hora  | Estadio | Visitante      | Resultado | Local          |
| ----------- | ----- | ----- | ------- | -------------- | --------- | -------------- |
| 4 de agosto | 31    | 09ː00 | Green   | Colombia       | 4-14 (8i) | Panamá         |
| 4 de agosto | 32    | 13ː30 | Green   | Cuba           | 11-2      | Estados Unidos |
| 4 de agosto | 33    | 18ː00 | Green   | Venezuela      | 0-8       | Japón          |
| 5 de agosto | 37    | 09ː00 | Green   | Cuba           | 5-2       | Panamá         |
| 5 de agosto | 38    | 15ː00 | Nambu   | Colombia       | 3-5       | Venezuela      |
| 5 de agosto | 39    | 18ː00 | Green   | Estados Unidos | 5-2       | Japón          |
| 6 de agosto | 43    | 09ː00 | Green   | Venezuela      | 2-4       | Cuba           |
| 6 de agosto | 44    | 13ː30 | Green   | Colombia       | 7-5       | Estados Unidos |
| 6 de agosto | 45    | 18ː00 | Green   | Panamá         | 1-2       | Japón          |

## Tercer lugar
| Equipo         | 1 | 2 | 3 | 4 | 5 | 6 | 7 | 8 | 9 | C | H  | E |
| -------------- | - | - | - | - | - | - | - | - | - | - | -- | - |
| Panamá         | 0 | 0 | 1 | 0 | 0 | 0 | 0 | 0 | 2 | 3 | 9  | 2 |
| Estados Unidos | 0 | 1 | 0 | 0 | 0 | 0 | 6 | 1 | x | 8 | 12 | 2 |

LG: Jones Jared  LP: Ariel Vega  

Umpires: HP:  Utrera Carlos. 1B:  Ohara Takahashi. 2B:  Tadashi. 3B:  Filippi Silvano. LF:  Watanobe Takahiro RF:  Fujita Kazunari.

Asistencia: 500 espectadores.

Duración: 2 h 50 m

## Final
| Equipo | 1 | 2 | 3 | 4 | 5 | 6 | 7 | 8 | 9 | C | H  | E |
| ------ | - | - | - | - | - | - | - | - | - | - | -- | - |
| Cuba   | 0 | 5 | 0 | 3 | 0 | 0 | 0 | 1 | 0 | 9 | 18 | 1 |
| Japón  | 0 | 0 | 0 | 0 | 0 | 1 | 2 | 1 | 0 | 4 | 13 | 2 |

LG: CHAVIANO Livan  LP: OYOKAWA Masaki  SV: RODRIGUEZ Osdany  

Umpires: HP:  GONZALEZ L. 1B:  BULLONES M. 2B:  RIOS A. 3B:  TSENG WY. LF:  KULHANEK D. RF:  KIM DN.

Asistencia: 3.000 espectadores.

Duración: 2 h 54 m
| Cuba           |
| Campeón Cuba   |
| Segundo título |

## Posiciones finales
| Pos | Equipo          |
| --- | --------------- |
|     | Cuba            |
|     | Japón           |
|     | Estados Unidos  |
| 4   | Panamá          |
| 5   | Venezuela       |
| 6   | Colombia        |
| 7   | China Taipéi    |
| 8   | Corea del Sur   |
| 9   | México          |
| 10  | República Checa |
| 11  | Australia       |
| 12  | Nueva Zelanda   |

## Equipo estelar
| Posición | Jugador         |
| -------- | --------------- |
| R        | Jared Guerrero  |
| 1B       | Justin Campbell |
| 2B       | Yumeto Taguchi  |
| 3B       | Malcom Núñez    |
| PC       | Daniel Castillo |
| JD       | Jui Wen Chien   |
| JC       | Kenji Ino       |
| JI       | Kyunpyo Ko      |
| L        | Livian Chaviano |
| Lr       | Miguel Rondon   |

R: Receptor; 1B: Primera base; 2B: Segunda base; 3B: Tercera base; PC: Parador en corto; JD, JC, JI: Jardineros; L: Lanzadores.